# Jinseong-myeon
Jinseong-myeon (koreanska: 진성면) är en socken i den södra delen av Sydkorea, 285 km söder om huvudstaden Seoul. Den ligger i kommunen Jinju i provinsen Södra Gyeongsang.